# Sahnivka, Korsun-Șevcenkivskîi
Sahnivka (în ucraineană Сахнівка) este o comună în raionul Korsun-Șevcenkivskîi, regiunea Cerkasî, Ucraina, formată numai din satul de reședință. În secolul al XIX-lea, satul făcea parte din volostul Korniliv, uezdul Kaniv. 

## Demografie
Componența lingvistică a comunei Sahnivka
     Ucraineană (97,9%)
     Rusă (2,03%)
Conform recensământului din 2001, majoritatea populației comunei Sahnivka era vorbitoare de ucraineană (97,9%), existând în minoritate și vorbitori de rusă (2,03%).